# Референдум на Аландских островах (1919)
Референдум на Аландских островах (1919) — неофициальный референдум среди населения Аландских островов, прошедший в июне 1919 года за интеграцию архипелага в Швецию. Референдум был организован Парламентом Аландов, а голосование стартовало 1 июня. В колонке для голосования стояло два варианта «да» и «нет». Хотя волеизъявлением 95,48 % голосующих утверждалось вхождение архипелага в состав Швеции, острова тем не менее с подписанием в 1921 году аландской конвенции в Лиге Наций, остались под контролем Финляндии.

## Результаты голосования
| Результаты                         | Голосов | в %   |
| ---------------------------------- | ------- | ----- |
| «За»                               | 9735    | 95,48 |
| «Против»                           | 461     | 4,51  |
| Недействительных                   |         | -     |
| Всего                              | 10 196  | 100   |
| Зарегистрированные избиратели/явка |         | 96,40 |
| Источник: Direct Democracy         |         |       |